# Наслеђивање под утицајем пола
При оваквом типу типу наслеђивања, гени се налазе на аутозомима, али се особина јавља само код припадника једног пола. Бројни су примери овог наслеђивања - формирање дојки и стварање млека код сисара; рогатост неких врста оваца, дистрибуција длакавости на лицу човека, раскошност репног перја петла у односу на кокошку...